# Preserje pri Zlatem Polju
Preserje pri Zlatem Polju este o localitate din comuna Lukovica, Slovenia, cu o populație de 29 de locuitori.